# Chandonanthus
Chandonanthus es un género de musgos hepáticas perteneciente a la familia Anastrophyllaceae. Comprende 10 especies descritas y de estas, solo 2 aceptadas:

## Taxonomía
El género fue descrito por William Mitten y publicado en Handbook of the New Zealand Flora 2: 750. 1867. La especie tipo es: Chandonanthus squarrosus (Menzies ex Hook.) Mitt.

## Especies aceptadas
A continuación se brinda un listado de las especies del género Chandonanthus aceptadas hasta junio de 2014, ordenadas alfabéticamente. Para cada una se indica el nombre binomial seguido del autor, abreviado según las convenciones y usos.
- Chandonanthus hirtellus (F. Weber) Mitt.
- Chandonanthus squarrosus (Menzies ex Hook.) Mitt.